# 川浦正大
川浦正大，日本作曲家、创作歌手，从高中时代开始作词和作曲，2006年在东京的LIVE HOUSE中作为创作型歌手正式开始音乐活动，2011年开始以作家的身份活动。是日本“48系”偶像团体的主要作曲家，包括为AKB48、NMB48、SDN48、フレンチキス、Not Yet、DiVA、渡り廊下走り隊、NO NAME等偶像团体或组合创作音乐。
代表作有《上からマリコ》、《希望について》、《火山灰》、《終わらないアンコール》、《上からナツコ》、《恋は心配性》、《海鳴りよ》、《嘘の天秤》、《CRY》、《青春のラップタイム》、《君なら大丈夫》。
| 歌名 | 专辑                             | 演唱者         | 提供內容 |
|      | 1830ｍ                           | AKB48          | 作曲     |
|      | 希望について                     | NO NAME        | 作曲     |
|      | ロマンスプライバシー             | フレンチキス   | 作曲     |
|      | 負け惜しみコングラチュレーション | SDN48          | 作曲     |
|      | 負け惜しみコングラチュレーション | SDN48          | 作曲     |
|      | 上からマリコ                     | AKB48          | 作曲     |
|      | 希望山脈                         | 渡り廊下走り隊 | 作曲     |
|      | ペラペラペラオ                   | Not yet        | 作曲     |
|      | オーマイガー！                   | NMBセブン      | 作曲     |
|      | CRY                              | DiVA           | 作曲     |
|      | 絶滅黒髪少女                     | NMB48          | 作曲     |
|      | カッコ悪い I love you!           | フレンチ・キス | 作曲     |